# Pancéřníčkovití

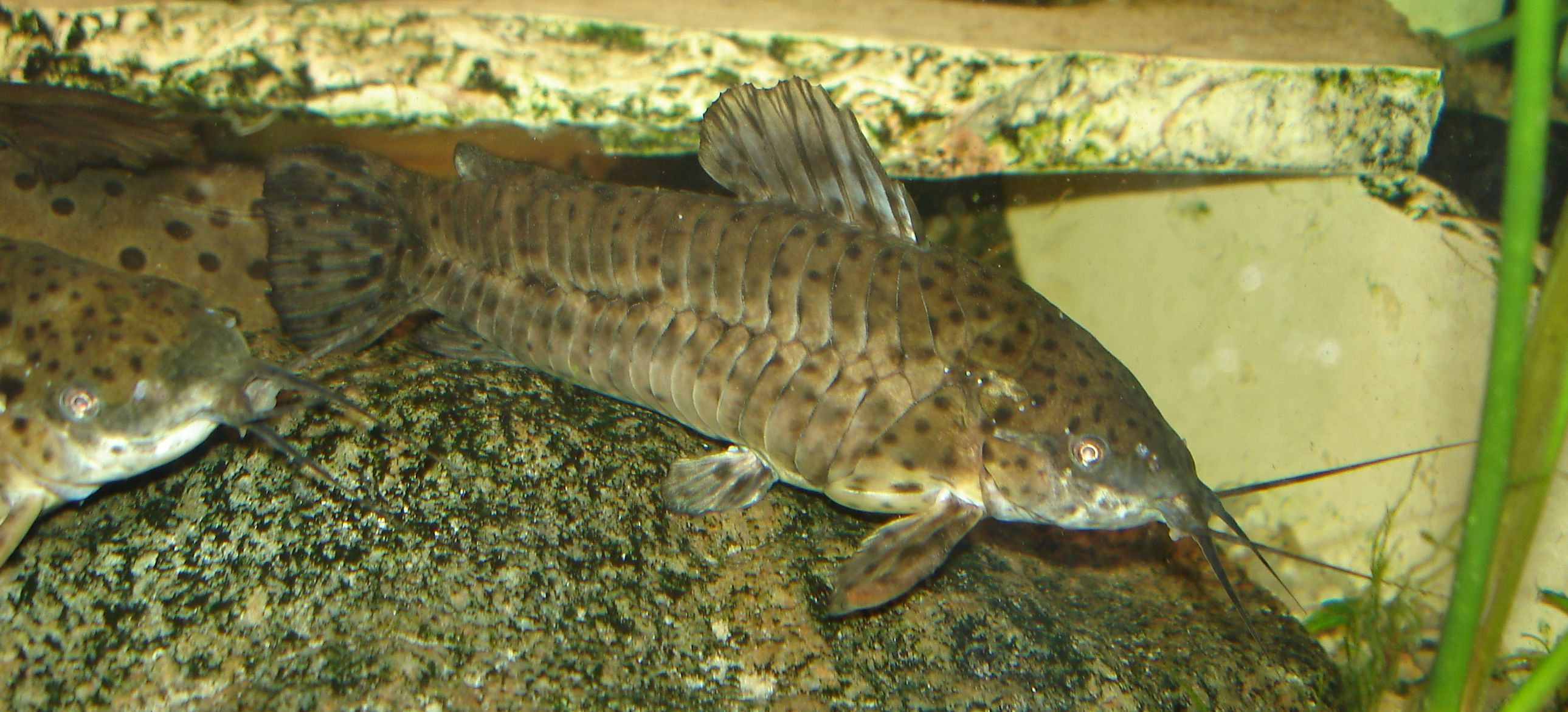
Pancéřníček kropenatý (Megalechis thoracata)

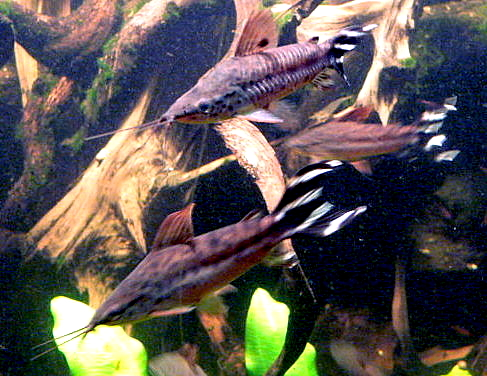
Pancéřníček dvoubarevný (Dianema urostriata)

Čeleď pancéřníčkovití (Callichthyidae) je s osmi značně rozdílnými rody druhově početnou skupinou z řádu sumci (Siluriformes). Zajímavým vzhledem a nenáročností se stala většina druhů této čeledi poměrně často chovanými akvarijními rybami.

## Charakteristika
Příslušníci této čeledi obývají převážnou část Jižní Ameriky a jsou známí především jako sladkovodní ryby. Kožnatí sumečci žijí převážně samotářsky a vyskytují se v délkách od 7 až do 35 cm vzrůstu, přičemž pancéřnatí sumečci jsou většinou hejnové ryby a většina druhů dorůstá délky pouze 2 až 8 cm. Jako akvarijní rybky jsou to klidní, mírumilovní a většinou nenároční tvorové a pro svůj zajímavý vzhled a chování i poměrně oblíbení. Jsou všežravci, kteří si v bahně a písku dokáží najít všemožné zbytky potravy. Jako všechny druhy sumců mají také pancéřníčci velkou tlamku, s několika vousky sloužícími k detekci. I proto jako všichni sumci mají také pancéřníčci schopnost vyslídit potravu i v absolutní temnotě.

## Způsob života
Pancéřníčci jsou malí sumečci, jejichž tělo je velmi dobře chráněno kostěným pancířem tvořeným na bocích dvěma řadami taškovitě se překrývajících kostěných štítků. Tělo poměrně zavalité ze stran poněkud zploštělé, břišní strana plochá. Jeden pár vousků na horní čelisti a jeden až dva páry na dolní čelisti. Oči velké, značně pohyblivé. Mají vyvinutu tukovou ploutvičku, před níž leží ve střední linii hřbetu několik drobných nepárových kostěných štítků. Poslední z nich vybíhá v podobě trnu do tukové ploutvičky. Konečník může být přizpůsoben k funkci doplňkového dýchacího orgánu, které jim umožňuje využívat atmosférický kyslík. Vzduch bývá polknut a vtlačen až do konečníku. V části středního střeva je díky silné redukci hladké svaloviny výrazně ztenčená střevní stěna bohatě prokrvená. Zde dochází k okysličování krve a k uvolňování oxidu uhličitého z krve do trávicí traktu. Řitním otvorem pak vychází oxid uhličitý ven z těla. Střevní dýchání představuje fyziologickou adaptaci na život ve ztížených specifických podmínkách obývaného prostředí. Ve vodách tropického prostředí s množstvím organických látek a s pomalým tokem se velmi často snižuje obsah rozpuštěného kyslíku. Některé druhy jsou schopny za vlhkého počasí urazit krátký kus cesty po souši. Pancéřoví sumečci obývají v hejnech mělčiny a živí se veškerými drobnými zbytky, které nacházejí na dně toků. V akváriích chované druhy jsou vesměs skromné a nenáročné a velmi odolné rybky.
Teplota vody se pohybuje podle druhu od 15 až do 30 °C . Mnoho pancéřových sumečků je velmi odolných proti silnému ochlazení. Kvalita vody má určitou důležitou roli většinou jen při rozmnožování. Vytírají se do pěnového hnízda, které staví z bublinek vzduchu obaleného ústním sekretem samec na hladině pod „stříškou“, tvořenou listem rostliny vyrůstajícím nad hladinu. Ryby rodu Collichthys a Hoplosternum se mohou pomocí silných prsních trnů a díky přídatnému střevnímu dýchání přesunovat v případě potřeby na kratší vzdálenosti po souši (při vysychání vody, apod.).

## Rozšíření
Pancéřníčkovití jsou malí a menší sumci obývající tropické části Střední a převážnou část Jižní Ameriky od Panamy až po Argentinu.

## Systematika
Tato čeleď pancéřníčkovití (Callichthyidae) je rozdělena do dvou podrodů s osmi vesměs rozdílnými rody, lišícími se vzhledem, velikostí a způsobem rozmnožování.
- Tzv. „velcí pancéřníčci“ tvořící podčeleď kožnatí (Collichthyinae) jsou ryby dorůstající až 35 cm délky, s 1–2 páry delších vousků na horní čelisti 1–2 páry podstatně kratších vousků na dolní čelisti.
- Podčeleď pancéřnatí (Corydorodinae) bývá označována jako „malí pancéřníčci“. Patří sem tři rody s více než 140 druhy. Pancéřníčci této podčeledi lepí jikry k podkladu a nestaví pěnové hnízdo. Charakteristické jsou pro ně relativně velké, nápadně pohyblivé oči a tři páry krátkých masitých vousků – dva na horní, jeden na dolní čelisti.

Především u rodu Corydoras dochází v posledních letech ke stále častějším importům nových druhů z volné přírody, které neodpovídající žádnému dosud popsanému druhu. Proto než budou popsány a vědecky zpracovány, označují se tyto druhy jako formy značené písmenem „C“ a číselným kódem. Do roku 2000 zahrnoval rod Corydoras přes 170 vědecky popsaných recentních druhů a na 65 různých forem.
- čeleď pancéřníčkovití (Callichthyidae)
  - podčeleď kožnatí (Callichthyinae)
    -       - Callichthys Scopoli, 1777
      - Dianema Cope, 1871
      - Hoplosternum Gill, 1858
      - Lephtoplosternum Reis, 1997
      - Megalechis Reis, 1997

  - podčeleď pancéřnatí (Corydoradinae)
    - tribus: Aspidoradini Hoedeman, 1952
      - Aspidoras Ihering, 1907
      - Scleromystax Günther, 1864

    - tribus: Corydoradini Hoedeman, 1952
      - Corydoras Lacepéde, 1803 (vč. překlasifikovaného dříve platného rodu Brochis Cope, 1871 )